# Geismar

Geismar (Жейсмар) — французька компанія, що спеціалізується на розробці та виробництві колійних машин, інструменту та обладнання для будівництва, поточного утримання та ремонту залізничних шляхів. Штаб-квартира компанії розташована в Парижі, а виробничі потужності — в місті Кольмар (Верхній Рейн). Продукція компанії експлуатується в 120 країнах світу.

## Історія
Корпорація Geismar заснована 1924 року у французькому місті Кольмар (Верхній Рейн) як виробник інструменту та обладнання для швидкозростаючої залізничної галузі.
У 1960-х роках освоєно виробництво важких машин для будівництва та утримання залізничної колії.
У 1970-х роках освоєно виробництво шпал, елементів залізничної колії та випущені дрезини першої серії.
У 1980-х роках розпочато розробку машин для обслуговування контактної мережі, супутніх компонентів та інструментів.
У 1990-х роках розпочато розробку та виробництво вимірювального та дефектоскопного обладнання та машин.
У 2000-х роках розпочато виробництво шляхових машин на комбінованому ходу для колійних робіт та обслуговування контактної мережі.

## Продукція
Станом на 2010 корпорація розробляє та виробляє таку продукцію:
- Обладнання для будівництва залізниць
- Обладнання для колійних робіт
- Рухомий склад
- Машини для монтажу та обслуговування контактної мережі
- Засоби малої механізація та обладнання для утримання колії
- Верстатне обладнання
- Вимірювальне обладнання
- Екскаватори та навісне обладнання до них

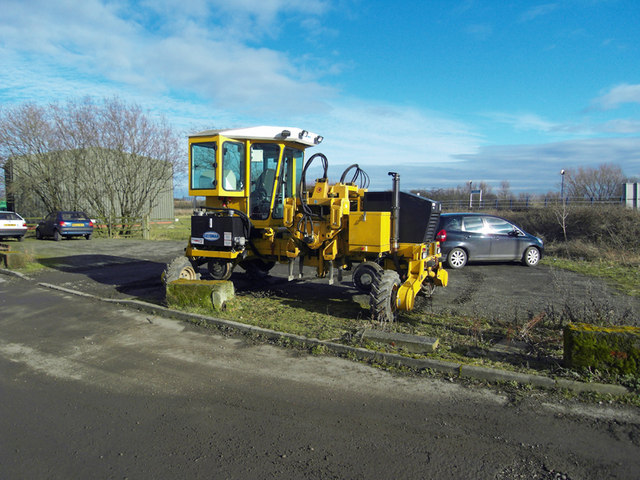
Самохідна машина на комбінованому ходу для фіксації шпал
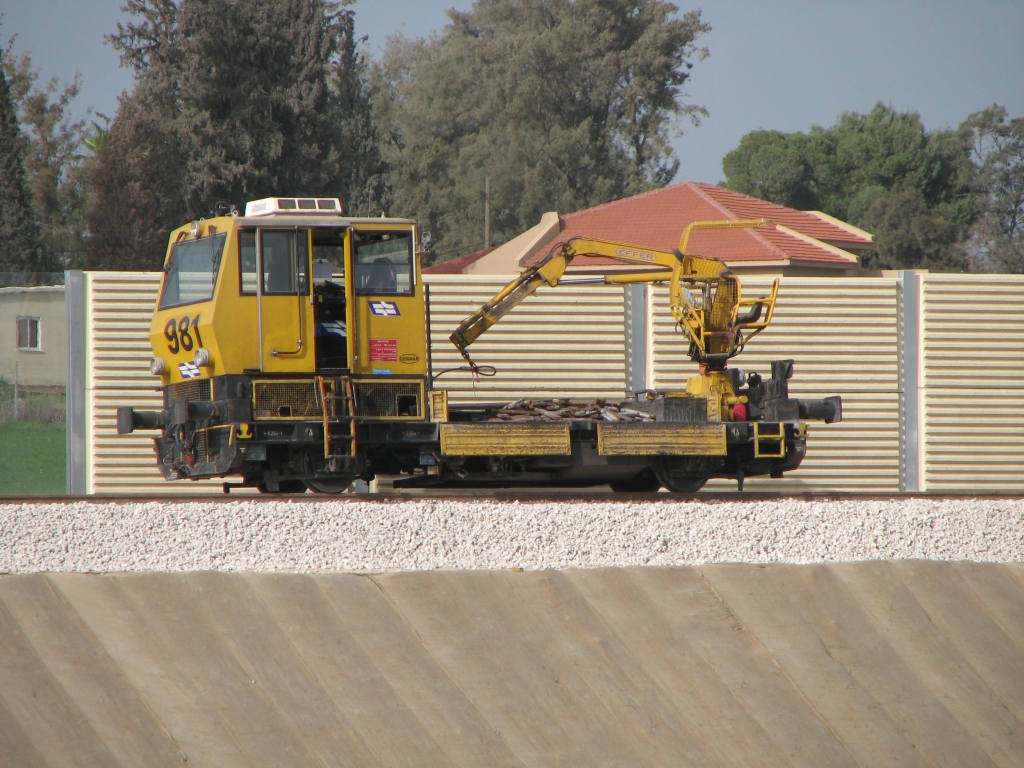
Колієремонтна дрезина з краном